# Вільям Джеймс Гершель
Вільям Джеймс Гершель (англ. William James Herschel; 9 січня 1833 — 24 жовтня 1917) — англійський колоніальний чиновник, онук і син (відповідно) знаменитих астрономів і математиків Вільяма та Джона, одни із основоположників дактилоскопії.

## Біографія
Народився Англії. З 1857 працював у британській адміністрації в Бенгалії (Індія) в окрузі Хуглі. З 1858 почав застосовувати на практиці відбитки пальців при посвідченні справжності договорів, написаних бенгальською мовою. Замість підпису або після підпису індуси, вмочивши палець у чорнило, ставили відбиток свого пальця. Спочатку, мабуть, Гершель лише отримував користь з містичної ідеї, поширеної в індусів так само, як і в китайців, що відбиток зобов'язує набагато більше, ніж підпис. Але, взявшись з цікавості вивчення відбитків, він виявив, що відбитки пальців однієї людини ніколи не були ідентичними відбиткам іншого. Навчився розрізняти їх за малюнком і впізнавав багатьох людей за «картинкою відбитків пальців». З одного підручника анатомії Гершель дізнався, що вони називаються папілярними лініями, і застосував цю назву.
15 років Гершель виплачував великій кількості індійських солдатів платню. Всі вони були для європейця схожі один на одного, імена часто повторювалися. Отримавши платню, солдати нерідко приходили і стверджували, що грошей ще не отримували. Іноді посилали друзів чи родичів, щоб ті ще раз отримали їхню платню. Гершель запровадив практику, щоб вони ставили відбитки двох пальців як у списки з іменами, і на квитанції. Шахрайству було покладено край.
У наступні роки дійшов висновку, що малюнок ліній на пальцях не змінюється через 5 років, ні через 10, ні через 19. Нотатник з його відбитками свідчила звідси. Людина могла постаріти, зовні сильно змінитися, але малюнок на пальцях залишався незмінним. Це був особистий, незмінний знак людини, за якою її завжди можна було впізнати, навіть після смерті, навіть якщо від неї нічого не залишилося, крім шматочка шкіри з пальця.
5 серпня 1877 року Гершель надіслав листа генеральному інспектору в'язниць Бенгалії, де він писав про новий метод ідентифікації особистості та про можливість застосування його для реєстрації арештантів. За десять днів він отримав відповідь. Лист був написаний у люб'язному тоні, але свідчив лише про те, що генеральний інспектор, знаючи про поганий стан здоров'я Гершеля, прийняв його пропозицію за плід хворої фантазії.
Наприкінці 1879 Гершель повернувся до Англії для відновлення свого здоров'я. Свої дослідження у дактилоскопії він оформив у своїй праці The origin of fingerprints.